# Rio Crucea (Dunărea)
O Rio Crucea (Dunărea) é um rio da Romênia, afluente do Rio Dunărea, localizado no distrito de Constanţa.